# Iunonia Carthago
Iunonia Carthago fu un'antica colonia romana fondata nel 122 a.C. sotto la direzione di Gaio Gracco.

## Storia
Per evitare un'eccessiva urbanizzazione di Roma, Gaio Gracco, attraverso la lex de coloniis deducendis, promosse la fondazione di nuove città in Italia e Africa, tra cui una nuova colonia sul suolo che era stato di Cartagine, rasa al suolo 24 anni prima da Scipione Emiliano. Gracco fece presentare da un suo collega nel tribunato, del quale conosciamo solo il gentilizio (Rubrius), la lex Rubria de colonia Carthaginem deducenda.
Queste leggi si inseriscono in un contesto di riforme molto ampio già avviate dal fratello Tiberio, come la difesa della lex Sempronia agraria di quest'ultimo o l'introduzione da parte di Gaio di un prezzo calmierato del grano a Roma per proteggere la plebe dalle fluttuazioni del prezzo di questo prodotto (lex frumentaria).
Iunonia Carthago fu la prima colonia oltremare ma, essendo stata fondata sul sito dell'antica città rivale, la sua fondazione fu funestata da più eventi considerati di malaugurio, come l'avvistamento di alcuni lupi ai confini della colonia.
Gaio, che era in Africa a sovrintendere alla deduzione di Iuniona Carthago nell'estate del 122 a.C., dovette ritornare precipitosamente a Roma per difendersi dagli attacchi di Livio Druso e per candidarsi per la terza volta al tributato della plebe del 121 a.C.: non venne eletto. Appena uscito dalla carica assieme al collaboratore Marco Fulvio Flacco, gli anti-graccani proposero subito una legge per annullare la fondazione della colonia. In ogni caso, la colonia venne abbandonata solo 30 anni dopo.
La rifondazione avvenne con Giulio Cesare, deducendola per i suoi veterani ma fu solo con Augusto che Cartagine venne definitivamente ricostruita.